# Катастрофа Ил-62 под Лабе
Катастрофа Ил-62М под Лабе — авиационная катастрофа, произошедшая в пятницу 1 июля 1983 года на горном массиве Фута-Джаллон в районе Лабе с Ил-62М северокорейской компании Chosonminhang. Крупнейшая авиационная катастрофа в Гвинее.

## Самолёт
Ил-62М с заводским номером 2139.1. и серийным 39-01 был выпущен Казанским авиационным заводом в первом квартале 1981 года и продан в Северную Корею в компанию Chosonminhang (в настоящее время — Air Koryo), где ему присвоили бортовой номер P-889 и с апреля начали эксплуатировать.

## Катастрофа
Самолёт выполнял грузовой рейс из Пхеньяна (КНДР) в Конакри (Гвинея) с промежуточными посадками в Кабуле (Афганистан) и Каире (Египет). На его борту находилось оборудование, необходимое для завершения строительства в Конакри зала, в котором в следующем году должна была пройти встреча стран Организации африканского единства. Также с грузом летела группа северокорейских рабочих-строителей. На подходе к Конакри экипаж начал выполнять снижение, а в 160 милях северо-западнее аэропорта назначения авиалайнер врезался в горы хребта Фута-Джаллон в районе города Лабе и полностью разрушился. Погибли все находящиеся на борту — не менее 23 человек. По имеющимся данным, это крупнейшая авиационная катастрофа в Гвинее и в истории северокорейской авиации.